# Syn Boży (teologia chińska)
Chrystologia chińska – chrystologia uprawiana za pomocą pojęć należących do języka i kultury chińskiej.

## Kontekst chrystologii chińskiej
Współczesna teologia staje przed coraz większym problemem związanym z próbą przełożenia myśli teologicznej powstałej w kulturze europejskiej na terenach o „nie-europejskich korzeniach”. „Doktryna w tradycyjnych sformułowaniach – jak zauważa J. Majewski – nie może w pełni być odpowiedzią na problemy i pytania, które zrodziła inna rzeczywistość historyczna i kulturowa”. Dlatego też coraz bardziej do głosu dochodzą inicjatywy, których głównym zadaniem jest m.in. próba przełożenia tego, co kryje się w arystotelesowsko-tomistycznych pojęciach teologicznych, na grunt języka chińskiego z uwzględnieniem kultury panującej w Chinach.
Główną linię chrystologicznej refleksji można określić jako „chrystologię konfucjańską”, zgodnie z którą Jezus nazywany jest „człowiekiem Niebios”. Jego podstawowym zadaniem jest bycie pośrednikiem między ziemią a niebem (Tian). Plastyczne wyobrażenia przedstawiają Jezusa jako „ukrzyżowanego i zmartwychwstałego mędrca”. Pojawienie się mędrca nie jest przypadkowe. W kulturze chińskiej ważną rolę odgrywają mędrcy, których wkład w tworzenie kultury i myśli chińskiej jest wielki. Teologia próbuje zestawić ideę Zbawiciela z chińskimi klasykami, próbując w ten sposób wpisać ich w ekonomię zbawienia.
W chińskiej refleksji istnieją jednak jeszcze inne próby ujęcia fenomenu Jezusa Chrystusa, próbujące z odmiennej perspektywy podjąć chrystologiczne przemyślenia. I tak kolejno wspomnieć należy o „chrystologii życia”, której twórcą jest Aloysius Chang. Jej zadaniem jest próba zestawienia chrystologii z dynamiką płynności i ciągłości życia. Na jej kanwie  powstała kolejna, „chrystologia taoistyczna”, której autor – J. H. Wong OSBCam – określa Jezusa Chrystusa jako centrum relacji kosmicznych. Warte podkreślenia są także chrystologie „oddolne”, których podstawowym zdaniem jest ukazać „chińską twarz Chrystusa”. Jezus przedstawiany jest jako Niebieski Lekarz, Orędownik, Doradca.
Na określenie Syna Bożego chińscy teologowie używają różnych znaków, takich jak:
- Zi – sam znak w piśmie chińskim ma liczne znaczenia dobierane w zależności od zestawień z innymi znakami; często oznacza dziecko z rozpostartymi ramionami, choć oznaczać może także koniec, spełnienie, znakomitość
- Dao – na język polski wyraz ten tłumaczony jest jako droga; jest to jedno z najważniejszych pojęć w filozofii chińskiej;
- Yinyang – w naturze można zaobserwować przeciwieństwa, które powinny przejść w równowagę, tą zaś Chińczycy nazwali właśnie yinyang.

## Syn Boży jako  子 (Zi)
Znak 子 (Zi) wskazuje nie tylko na syna, dziecko, ale jest kluczem, który wchodzi w skład wielu innych znaków nadając im specyficzne znaczenie. W sposób naturalny Syn Boży – Jezus Chrystus – jest oznaczany tym znakiem. Przyglądając się historii tego znaku, oraz obrazowi świata jaki ze sobą niesie, okazuje się, że chińskie znaczenia mogą rzucić światło na pewne nowe przestrzenie tego, co jest związane z synem, czyli zi (子).

### Obraz znaku
Znak 子 (zi) ukazuje dziecko z rozpostartymi ramionami. Istnieje również forma znaku bez ramion, co oznacza: koniec, spełnienie, jak również znamienity znakomity. Dziecko jest pewnego rodzaju końcem: rodu, nadziei, oczekiwania. Jednocześnie jest spełnieniem i wskazuje na pewne możliwości rozwoju. Według Ricka Harbaugha znak 子 (zi) przedstawia dziecko ze złączonymi nogami i oznacza: dziecko, syna, jajko, nasiona. Współcześnie podstawowymi znaczeniami znaku 子 (zi) są: dziecko, syn albo córka (wyjątkowo), chłopiec, dziedzic, potomek, potomstwo. Zi oznacza również pielęgnować jak własne dziecko, rozpieszczać, ale również małe zwierzątko jak i jajeczko, nasienie, ziarno. Znak ten znaczy także: indywiduum, osoba.

### Konotacje teologiczne
Europa nie wypracowała tak mocno ideałów związanych z synem, miłością synowską, znaczeniem syna w relacjach rodzinnych, jak kultura chińska. W teologii chińskiej na podstawie znaku 子 (zi) i uwarunkowań kulturowych związanych z jego rozumieniem Chrystusa stawia się w postawie xiaozi (小子) wobec ojca (sformułowanie, którego używał cesarz na określenie samego siebie, gdy zwracał się do niebios), a równocześnie jest prawdziwym Człowiekiem, w którym cała ludzkość znajduje swoje spełnienie. Chrystus jest jednocześnie najukochańszym synem Ojca. Co więcej, Chrystus jest spełnieniem synowskich ideałów, „dialogów Konfucjańskich”.
Jezus jest Synem, doskonałym Synem, wcielającym wszystkie chińskie synowskie ideały. Jednocześnie dla swoich uczniów jest Mistrzem. Zi w znaczeniu „mistrz” w kulturze chińskiej odnosi się do Konfucjusza, Laozi oraz wielu innych mędrców; Jezus Chrystus plasuje się obok nich. Zadaniem chrześcijańskich teologów jest ukazanie wyjątkowości zi Chrystusa jako przekraczającego jedynie chińskie kategorie kulturowe, bo będącego – Jednorodzonym Synem Bożym.
Zi w kulturze chińskiej pomimo pewnej zależności podporządkowania ma konotacje niezwykle pozytywne. Wiąże się z królewskością dziedziczenie, władaniem, książęcością, szlachectwem, zasługami, odwagą, walecznością, ukochaniem, z Niebiosami (Syn Niebios), wypełnianiem zadań wynikających z miłości synowskiej.

## Syn Boży jako 道 (Dao)

### Znaczenie 道 (Dao)
Znak 道 (dao) można tłumaczyć jako „droga”. Jednak w przeciwieństwie do zwykłej drogi, rozumianej jako ścieżka, jest to droga szczególna. Podstawowe znaczenie to wyznaczać drogę, prowadzić, ale i sposób działania do dobrego naśladowania. W chińskiej filozofii oznacza ostateczną prawdę, najwyższą rzeczywistość, jest ponad to, co zmysłowe i pozazmysłowe. W starożytnych tekstach oznaczało prawo naturalne, świadomość moralną. W religii Dao rozumiane jest jako uniwersalna siła kosmiczna, która obecna jest w naturze i w człowieku, jako „absolut”, który można poznać  przez mistyczne doświadczenia. Nadaje sens istnieniu, jest źródłem, które istnienie ma samo z siebie. Ma charakter ontyczny.

### Konotacje teologiczne
Ponieważ dao (道) jest bardzo ważne dla Chińczyków, pojęcie to wcześnie pojawiło się w idei chrześcijańskiej. Nestorianie w VII w. ukazali Logos, Pana Jezusa jako dao (道). Jednak ten pomysł w misjonowaniu Chin nie został przez innych przejęty. Do idei tej powrócili protestanci w XIX w., a w XX w. – katolicy. Dzięki tłumaczeniom Pisma Świętego w Chinach Pieśń o Logosie z Prologu Ewangelii według św. Jana tłumaczy się jako: "Dao stało się Ciałem", zamiast "Słowo stało się Ciałem".
Dzisiaj w teologii chińskiej, japońskiej i koreańskiej dao tłumaczy się jako Logos. Za pomocą znaku 道 (dao) ukazać można Boga chrześcijańskiego, bowiem Jezus mówi o sobie: „Ja jestem Drogą, Prawdą i Życiem” (J 14,6). Dla Chińczyków Jezus będąc dao jest rozumiany jako przewodnik. W Nim można znaleźć pokój, zaufanie, ostateczną prawdę, najwyższą rzeczywistość, zbawienie.
Zdaniem Teologicznej Rady Federacji Konferencji Episkopatów Azji, użycie znaku 道 (dao) powinno być pomocne w ewangelizacji Azji. Biskupi azjatyccy zachęcają do kroczenia drogą Logosu – Pana Jezusa, dla Chińczyków rozumianego jako dao (道). U wielu Ojców Kościoła obecna jest myśl, że Wcielenie Logosu, Sensu, Dao, objawia Go w pełni, ale nadal pozostaje tajemnicą, misterium. Kroczyć Drogą to żyć Królestwem Niebieskim już tu na ziemi i w wieczności.

## Syn Boży jako 陰陽 (Yinyang)
Koncepcje 陰 (yin) i 陽(yang) w katolickiej teologii dla całej wizji świata chińskiego, w tym chińskiej antropologii, posiadają kluczowe znaczenie. Jeśli Bóg wcielając się przyjął na siebie całą ludzką naturę, to przyjął na siebie 陰陽(yinyang), a więc całą „męską” i „żeńską” stronę  człowieczeństwa, a stając się współistotny z kosmosem, przyjął także to, co ciepłe i zimne, co młode i stare, co słoneczne i ocienione. 

### Obraz znaku
Cechą charakterystyczną mentalności chińskiej jest stronienie od ścisłości wypowiedzi i dokładnego wyznaczenia zakresów znaczeń.
Starożytny  słownik etymologiczny Shuowen Jiezi - znak 陰(yin) przedstawia jako cień, południowy brzeg rzeki i północną stronę góry. Znak 陽(yang) jest antonimem poprzedniego, jednak nie we wszystkich znaczeniach. Oznacza znakomitą jasność, która pochodzi z wysokości. 
W filozofii chińskiej 陰(yin) oznacza zasadę cienia, zimna, kobiecości, zapraszającą do odwrotu, odpoczynek, bierność; charakter działania Ziemi w opozycji do Nieba 陽(yang). 陽(yang) jest to zasada światła, ciepła, męskości, zaprasza do rozwinięcia, rozprzestrzenienia energii, do aktywności, w tym agresji. Wyraża charakter Nieba. 陰 (yin) i 陽(yang) przenikają się wzajemnie, aby tworzyć i rozwijać wszelkie byty. 

### Konotacje teologiczne
Podstawowe pojęcia odzwierciedlające związki 陰(yin) i 陽(yang) od kilkudziesięciu lat mają swoje miejsce w chińskiej teologii chrześcijańskiej. Koreańczyk  Jung Young Lee  obie kategorie używa w uprawianiu antropologii i trynitologii. Za ich pomocą tłumaczy niezrozumiałe dla Azjatów pojęcia zachodnie, typowo chrześcijańskie jak materia, duch, ciało, dusza, bóstwo czy człowieczeństwo Jezusa.  
Syn przyszedł zbawić całego człowieka, dlatego przyjął całe człowieczeństwo. Zbawił to, co sam przyjął; nie zbawił tego, czego nie przyjął. W kategoriach chińskich ta reguła ma postać słowną – Jezus przybrał na siebie całą męskość i kobiecość stworzenia, wszystko co w człowieczeństwie przeciwstawne: stare i młode, chore i zdrowe, ciemne i jasne, czyli wszystko co jest 陰(yin) i 陽(yang).
Chrystus stając się człowiekiem, stał się częścią kosmosu. Przyjął na siebie nie tylko człowieczeństwo, ale i całą materię. Cały kosmos uczestniczy we wcieleniu Chrystusa i w łączności z Chrystusem  doznaje przemiany. W Jezusie kosmiczny dualizm, wyrażony chińskimi kategoriami 陰 (yin) i 陽(yang) doznaje swego spełnienia, pokazując cel taoistycznej wizji świata.  Pojęcia chińskie 陰 (yin) i 陽(yang) stają się źródłem dla dalszego rozwoju i pogłębiania znaczeń i pojęć trynitarnych.